# جيمس إم. كافاناف
جيمس إم. كافاناف هو محامي وسياسي أمريكي، ولد في 4 يوليو 1823 في سبرينغفيلد في الولايات المتحدة، وتوفي في 30 أكتوبر 1879 في ليدفيل في الولايات المتحدة. نشط حزبياً في الحزب الديمقراطي. وقد انتخب عضو مجلس النواب الأمريكي ‏ عن دائرة Montana Territory's at-large congressional district ‏ (4 مارس 1867 – 3 مارس 1871).